# Ендрюс (округ, Техас)
Шаблон:StateAbbr_ 32°18′ пн. ш. 102°38′ зх. д. / 32.3° пн. ш. 102.64° зх. д.
Округ Ендрюс (англ. Andrews County) — округ (графство) у штаті Техас, США. Ідентифікатор округу 48003.

## Історія
Округ утворений 1910 року.

## Демографія
За даними перепису 2000 року загальне населення округу становило 13004 осіб, зокрема міського населення було 10569, а сільського — 2435. Серед мешканців округу чоловіків було 6380, а жінок — 6624. В окрузі було 4601 домогосподарство, 3519 родин, які мешкали в 5400 будинках. Середній розмір родини становив 3,29.
Віковий розподіл населення поданий у таблиці:
| Стать    | До 15 років | 15-21 | 22-29 | 30-39 | 40-49 | 50-65 | 65-85 | Понад 85 |
| -------- | ----------- | ----- | ----- | ----- | ----- | ----- | ----- | -------- |
| Чоловіки | 1677        | 789   | 523   | 844   | 966   | 880   | 658   | 43       |
| Жінки    | 1562        | 744   | 552   | 956   | 967   | 923   | 821   | 99       |

## Суміжні округи
- Ґейнс — північ
- Мартін — схід
- Мідленд — південний схід
- Ектор — південь
- Вінклер — південний захід
- Леа, Нью-Мексико —  захід (Гірський час)

## Виноски
1. ↑  U.S. Decennial Census. United States Census Bureau. Архів оригіналу за 26 квітня 2015. Процитовано 18 квітня 2015.
2. ↑  Texas Almanac: Population History of Counties from 1850–2010 (PDF). Texas Almanac. Архів оригіналу (PDF) за 19 квітня 2015. Процитовано 18 квітня 2015.
3. ↑  State & County QuickFacts. United States Census Bureau. Архів оригіналу за 6 липня 2011. Процитовано 8 грудня 2013.(англ.) Наведено за англійською вікіпедією.
4. ↑  American FactFinder. Бюро перепису населення США. Архів оригіналу за 21 травня 2008. Процитовано 31 січня 2008.

| США | Це незавершена стаття з географії США. Ви можете допомогти проєкту, виправивши або дописавши її. |